# Clayman
Clayman (с англ. — «Глиняный человек») — пятый студийный альбом мелодик-дэт-метал-группы In Flames, вышедший в 2000 году.
Большинство текстов в альбоме описывают депрессию и тщетную внутреннюю борьбу человека. Clayman — последний альбом группы в их классическом мелодик-дэт стиле, на всех последующих альбомах звучание коллектива начало меняться. Однако уже на этом альбоме акцент был сделан на гитарных партиях и разнообразии вокала.
Обложка альбома основана на рисунке Леонардо да Винчи «Витрувианский человек». В качестве фона — маскот группы Jesterhead в языках пламени (In Flames).

## Список композиций
Вся музыка написана Бьорном Гелотте и Еспером Стрёмбладом, аранжирована In Flames и Фредриком Нордстрёмом. Тексты написаны Андерсом Фриденом.
| №   | Название                       | Длительность |
| --- | ------------------------------ | ------------ |
| 1.  | «Bullet Ride»                  | 4:42         |
| 2.  | «Pinball Map»                  | 4:08         |
| 3.  | «Only for the Weak»            | 4:55         |
| 4.  | «…as the Future Repeats Today» | 3:27         |
| 5.  | «Square Nothing»               | 3:57         |
| 6.  | «Clayman»                      | 3:28         |
| 7.  | «Satellites and Astronauts»    | 5:00         |
| 8.  | «Brush the Dust Away»          | 3:17         |
| 9.  | «Swim»                         | 3:14         |
| 10. | «Suburban Me»                  | 3:35         |
| 11. | «Another Day in Quicksand»     | 3:56         |

| №                   | Название                                    | Длительность |
| ------------------- | ------------------------------------------- | ------------ |
| 12.                 | «Strong and Smart» (кавер на No Fun at All) | 2:22         |
| Общая длительность: | Общая длительность:                         | 46:06        |

| №                   | Название                                    | Длительность |
| ------------------- | ------------------------------------------- | ------------ |
| 12.                 | «Strong and Smart» (кавер на No Fun at All) | 2:22         |
| 13.                 | «World of Promises» (кавер на Treat)        | 3:49         |
| Общая длительность: | Общая длительность:                         | 49:55        |

| №                   | Название                                    | Длительность |
| ------------------- | ------------------------------------------- | ------------ |
| 12.                 | «Only for the Weak» (Концертная версия)     | 4:51         |
| 13.                 | «Pinball Map» (Концертная версия)           | 4:30         |
| 14.                 | «Strong and Smart» (кавер на No Fun at All) | 2:22         |
| Общая длительность: | Общая длительность:                         | 55:27        |

| №   | Название                                              | Длительность |
| --- | ----------------------------------------------------- | ------------ |
| 12. | «Themes and Variations in D-Minor» (инструментальная) |              |
| 13. | «Only for the Weak» (перезаписанная версия)           |              |
| 14. | «Bullet Ride» (перезаписанная версия)                 |              |
| 15. | «Pinball Map» (перезаписанная версия)                 |              |
| 16. | «Clayman» (перезаписанная версия)                     |              |

## Участники записи
In Flames
- Андерс Фриден — вокал
- Еспер Стрёмблад — гитара
- Бьорн Гелотте — гитара
- Петер Иверс — бас гитара
- Даниэль Свенссон — ударные

Приглашённые музыканты
- Fredrik Nordström — дополнительное программирование и синтезатор
- Charlie Storm — синтезатор, программирование
- Кристофер Эмотт — гитарное соло на «Suburban Me»